# ピカルディ地域圏
ピカルディ地域圏（ピかルディちいきけん、Picardie）は、フランス北部のかつて存在した地域圏である。ノール＝パ・ド・カレー地域圏と合併し現在はオー＝ド＝フランス地域圏となっている。
ベルギーとの国境に近く、酪農や畑作、軽工業が盛んである。緯度は樺太と同程度であるが、西岸海洋性気候のため一年を通じて温暖に過ごす事ができる。域内面積は日本の四国と、人口は三重県と同じぐらいの規模である。州都は大聖堂で有名なアミアン。第一次世界大戦、第二次世界大戦と2度の世界大戦において主戦場の一つとなり、甚大な被害を受けた。主要産業は農業。
ここのエーヌ県とオワーズ県がヴァロワ（Valois）と呼ばれる地である。フランス王国カペー朝のフィリップ3世の4男シャルルがこのヴァロワに封じられヴァロワ伯となった。この家系をヴァロワ家と呼ぶ。カペー朝がシャルル4世で絶えた後、サリカ法により男系血統を受け継ぐフィリップ6世（シャルルの長男）が1328年にフランス王に即位した。この王朝をヴァロワ朝と呼ぶ。国王ルイ12世を出したヴァロワ＝オルレアン家や国王フランソワ1世以後5代の王を出したヴァロワ＝アングレーム家もヴァロワ家の傍流である。1589年にアンリ3世が暗殺されてヴァロワ朝は断絶し、代わってブルボン朝が始まった。

## 行政区画

地域圏の区画
右がエーヌ県、左上がソンム県、左下がオワーズ県

| 名称            | 人口(人) | 州都/主府/本部    | 備考 |
| --------------- | -------- | ----------------- | ---- |
| ソンム県 Somme  | 559,000  | アミアン Amiens   |      |
| エーヌ県 Aisne  | 536,000  | ラン Laon         |      |
| オワーズ県 Oise | 780,000  | ボーヴェ Beauvais |      |

## 著名な出身者
- 隠者ピエール（生年不詳 - 1115年、第一回十字軍の主導者）
- アントワーヌ・フーキエ＝タンヴィル（1746 - 1795年、フランス革命期の革命裁判所の所長）
- フランソワ・ヴィドック（1775 - 1857年、脱獄囚にして警吏。オノレ・ド・バルザックの『ゴリオ爺さん』などに登場するヴォートランのモデルと称せられる。『ヴィドック回想録』≪Mémoires de Vidocq≫（1827年）によればアラスのロベスピエール家の隣家に生まれたという）